# دیانا مینی کمرا
دیانا مینی کمرا (به انگلیسی: Diana Mini Camera) یک دوربین عکاسی جعبه‌ای ساخت شرکت Lomographische AG است.